# تفكير نظمي

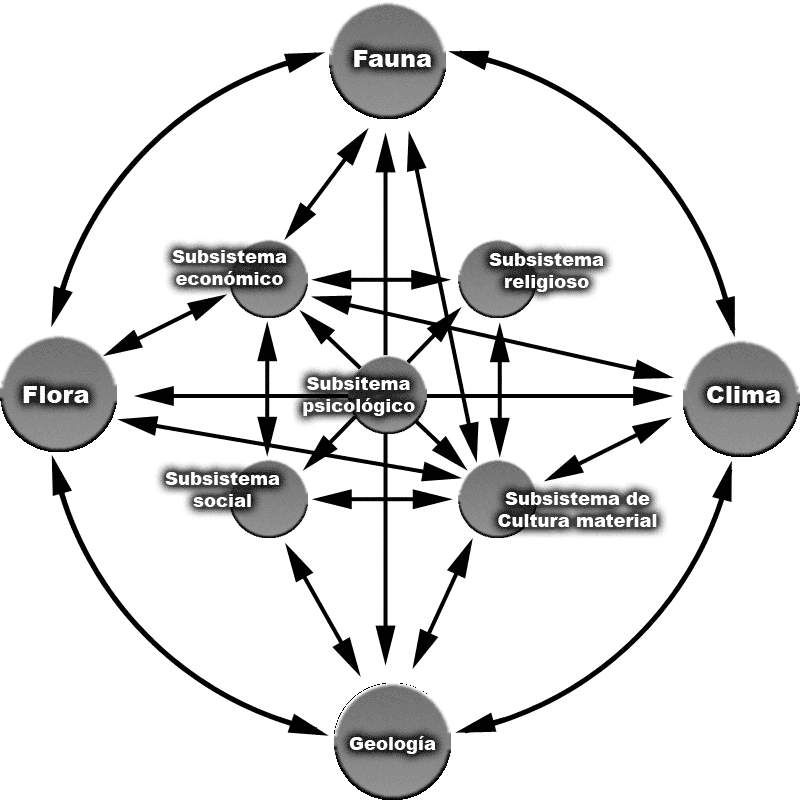

التفكير النظمي هو عملية فهم كيف يمكن لمجموعة من الأشياء التي يمكن اعتبارها نظاما أن تؤثر في بعضها البعض داخل كينونة واحدة أو ضمن نظام أكبر. الماء، والهواء، والحركة، والنباتات والحيوانات تعمل مع بعضها البعض للنجاة أو الهلاك وهذه الفكرة للتنظيم البيئي هي ضمن التفكير النظمي. في المنظمات يتكون النظام من أشخاص ومنشئات وعمليات تعمل مع بعضها البعض لجعل المنظمة أو المؤسسة صحية أو غير صحية.
التفكير النظمي له جذور تعود للنظرية العامة للأنظمة والتي قدمها لودفيغ فون بيرتلانفي في أربعينيات القرن الماضي وعززها روس اشبي في الخمسينات. تطور المجال لاحقاً بواسطة جاي فورستر وأعضاء من جمعية التعلم التنظيمي في معهد ماساتشوستس للتكنولوجيا (معهد ماساتشوستس للتقنية) والذي توج في الكتاب الشهير (النظام الخامس) بواسطة بيتر سينجي الذي عرف التفكير النظمي بأعلى مراحل التعلم التنظيمي الحقيقي.
عُرِّف التفكير النظمي كمنهج أو طريقة لحل المشكلات، وذلك عن طريق رؤية «المشكلات» كأجزاء من نظام كلي بدلاً من التجاوب لأجزاء معينة، ومخرجات، أو أحداث، وبالتالي قد يساهم في إنشاء مزيد من العواقب غير المقصودة.
التفكير النظمي ليس شيئًا واحدًا وإنما مجموعة من الممارسات والعادات ضمن الإطار الذي يستند على الاعتقاد الذي يزعم أن الأجزاء المكونة لنظام ما يمكن أن تفهم بشكل أفضل بداخل السياق للعلاقة مع بعضها البعض ومع الأنظمة الأخرى بدلاً من العزلة. التفكير النظمي يركز على المسببات والتأثيرات الدورية بدلاً من الخطية.
في علم الأنظمة، ثمة جدل يزعم بأن الطريقة الوحيدة للفهم الكامل لماذا تظهر وتستمر مشكلة أو عنصر ما هي فهم الأجزاء فيما يتعلق بالهيئة الكاملة. الوقوف على النقيض من اختزال ديكارت العلمي والتحليل الفلسفي، فإنه يقترح عرض الأنظمة بطريقة شاملة. تماشياً مع فلسفة الأنظمة، فإن التفكير النظمي يتناول فهم نظام ما عن طريق فحص الروابط والتفاعلات بين العناصر التي تشكل مجمل النظام.
التفكير العلمي النظمي يحاول أن يفسر كيف لأحداث تحفيزية صغيرة ومفصولة بالمسافة والزمن يمكن أن تكون سبب في تغيرات كبيرة في الأنظمة المعقدة. الإقرار بأن التحسينات في منظقة من النظام، يمكن أن تؤثر سلباً في منطقة أخرى من النظام نفسه، يشجع على التواصل التنظيمي على كل المستويات لأجل تجنب تأثير الصومعة أو العزلة (عجز في التواصل بين الأقسام المختلفة في المنظمة الواحدة يحدث في عادة في الشركات الكبيرة، حيث تعمل الفرق كل على حدى متجاهلة الاحتياج للآخرين والمعلومات مما يؤدي إلى ضياعهم في المنتصف وعزلتهم). تقنيات التفكير النظمي ممكن أن تستخدم لدراسة أي نوع من النظام (مادي، بيولوجي، اجتماعي، علمي، هندسي، بشري، أو مفاهيمي).

## مفهوم النظام
هناك عدة طرق للتفكير في أو تعريف نظام ما تتضمن:
- أي نظام يتكون من أجزاء.
- كل الأجزاء للنظام يجب أن تكون متعلقة ببعضها (بشكل مباشر أو غير مباشر)، أما غير ذلك فإن هناك في الحقيقة نظامين أو أكثر منفصلة.
- النظام يكون مغلفاً (له حدود).
- حدود النظام هي قرار يتخذه المراقب أو مجموعة المراقبين.
- النظام يمكن أن يتداخل «بداخل» نظام آخر.
- النظام يمكن أن يتراكب أو يتشابك «مع» نظام آخر.
- النظام محدود في الوقت، ولكن يمكن أن يعمل بشكل متقطع.
- النظام محدود في المساحة، بالرغم من الأجزاء لايجب أن تكون بالضرورة في موقع مشترك.
- النظام يستقبل مدخلات من، ويرسل مخرجات إلى، بيئة أوسع نطاقا.
- النظام يتكون من عمليات تُحَوِّل المدخلات إلى مخرجات.
- النظام يجب أن يكون مستقل ذاتيا في تحقيق أهدافه (السيارة ليست نظام، السيارة مع سائق نظام).

مفكري علوم الأنظمة يعتبرون أن:
- النظام هو كل لا يتجزأ يتفاعل كوحدة وظيفية مهيكلة.
- الطاقة، المادة، والمعلومات تتدفق خلال العناصر المختلفة التي تكون نظام ما.
- النظام هو مجتمع يقع داخل بيئة.
- الطاقة، المادة، والمعلومات تتدفق من وإلى البيئة المحيطة بواسطة أغشية شبه منفذة أو حدود ممكن أن تشمل قيود قابلة للتفاوض.
- الأنظمة عادة ما تتكون من كيانات تسعى إلى التوازن ولكن يمكن أن تبدي أنماط، تدويرات، تذبذبات، عشوائية أو فوضى (أنظر نظرية الفوضى)، أو تسلك سلوك الدالة الأسية.

## اقرأ أيضا
- الحالة الأسوأ